# Edward Moss
Edward Moss (n. 11 iulie 1977, Los Angeles, California) a fost un actor american. Născut și crescut în Los Angeles, California, a fost starul Michael Jackson.

## Filmografie
| An   | Titlu           | Rol                          | Note |
| ---- | --------------- | ---------------------------- | ---- |
| 2003 | Scary Movie 3   | MJ Alien                     |      |
| 2006 | Date Movie      | Michael Jackson Impersonator |      |
| 2006 | Scary Movie 4   | MJ Alien                     |      |
| 2006 | Don't Be Scared | Michael Jackson              |      |